# ベビ・ドル
ベビ・ドル（セルビア語:Беби Дол / Bebi Dol）、出生名ドラガナ・シャリッチ（Драгана Шарић / Dragana Šarić、1962年10月2日 - ）は、セルビアの歌手である。ユーゴスラビア連邦・セルビア社会主義共和国のベオグラード（現・セルビア共和国）出身。芸名のベビ・ドルは、英語の「Baby Doll」を崩して作られた名前であり、時として「Baby Doll」の名前も使用している。

## 来歴

### 1970年代: 出自
ベビ・ドルは1970年代にタルクス（Tarkus）と名づけられたバンドで音楽活動を始めた。1979年、ベビ・ドルはメディア・アーティストのゴラン・ヴェイヴォダ（Goran Vejvoda）、ドラマーのイヴァン・“ヴド”・ヴドヴィッチ（Ivan "Vd" Vdović）と共に、Annoda Rougeを結成したが、正式なリリース用の楽曲を一曲もレコーディングしないまま解散した。1979年、ベビ・ドルはイグラ・スタクレニフ・ペルリ（ Igra Staklenih Perli）のアルバム「Vrt svetlosti」でバック・ヴォーカルとして歌った。このアルバムは1980年にPGP-RTBから発売された。

### 1980年代: 初期キャリア
ベビ・ドルはソロ歌手としての活動を始め、当時恋人であったゴラン・ヴェイヴォダと共同で「Mustafa / Na planeti uzdaha」をPGP RTBからリリースした。A面の楽曲「Mustafa」はオリエント風のオリジナル作品であり、1980年の今年の一曲に選ばれ、ベビ・ドルは最優秀新人賞に選ばれた。
初期の成功に勢いづき、ベビ・ドルはフル・アルバムの製作にとりかかり、1983年にアルバムは『Ruže i krv』（バラと血）のタイトルで発売された。最優秀デビュー・アルバムの受賞に加え、多くの好評を受け、また商業的にも成功したアルバムとなった。既に知られたヒット曲「Mustafa」のほかに、「Rudi」（この曲は1995年に2枚目のアルバム『Ritam srca』にも、リミックス・バージョンの「Rudi (se budi)」とともに収録された）や、タイトル・トラックの「Ruže i krv」、「Lapis lazzuli」がこのアルバムに収められた。「Lapis lazzuli」には風変わりなビデオクリップも製作された。
ベビ・ドルのユーゴスラビアでの人気をうけて、カイロのシェラトン・ホテルで歌う契約のオファーがあり、ベビ・ドルはこれを受けた。彼女は1984年から1986年までの2年間をエジプトで過ごした。
1986年、ベビ・ドルはユーゴスラビアに戻りった。MESAM音楽祭でベビ・ドルは、最初のヒット曲「Mustafa」を想起させるようなオリエンタル風の文化や音楽の影響を受けた楽曲「Insh-Allah」をリリースした。1987年、ベビ・ドルは2回目の挑戦となるユーロビジョン・ソング・コンテストのユーゴスラビア代表を選ぶ国内大会（ユーゴヴィジヤ）に参加し、「Zrno nežnosti」を歌って4位となった。翌年の1988年には同国内大会で「Zatvori mama prozore」を歌って3位となった。同年、ベビ・ドルはMESAM音楽祭にて「Slatke suze ljubavi」（愛の甘美な涙）を歌って2位となった。良く1989年、ベビ・ドルは再びMESAM音楽祭に参加し、「Kad sreća odlazi」を歌って3位となった。この楽曲は審査員からは最高の評価を受け、特別賞を受賞した。

### 1990年代: ユーロビジョン参加と商業的な後退
1990年代は1990年のMESAM参加と共に始まったが、ベビ・ドルはこのとき10位におわった。1991年、ベビ・ドルはユーロビジョン・ソング・コンテストのユーゴスラビア代表の地位を射止め、ローマで行われた1991年大会にてユーゴスラビア代表として参加し、「Brazil」を歌った。大会ではわずかに1得点を得てワースト2に終わった。この年にユーゴスラビア社会主義連邦共和国は事実上崩壊し、ベビ・ドルは同国を代表する最後のユーロビジョン・ソング・コンテスト参加者となった。
ベビ・ドルはその後4年間にわたって活動を中止し、1995年に2枚目のアルバム『Ritam srca』（ハートのリズム）で復帰した。アルバムには新曲、ポップ・ロックの色彩を帯びたダンス、ディスコ・ミュージック、2曲のバラッド、1988年のMESAM参加曲の「Slatke suze ljubavi」、「Rudi」のリミックス曲「Rudi (Se budi)」、ユーロビジョン参加曲の「Brazil」が収録された。「Brazil」については、第2バージョンとして「Brazil (Bum bum bum, je je je)」と題されていた。このサブタイトル部分は、ユーロビジョン参加にあたって除去したものであった。ユーロビジョン参加時に同部分を除去したのは、「Bum bum bum」は爆発音、「je je je」の「je」はセルビア語で「is」を意味する動詞であるが、単にその響きで付けられた無意味な題であったことによる。
1995年に発売されたこの2枚目のアルバムには、マドンナの「Take a Bow」のベビ・ドルによるカバー曲「Pokloni se」も収録されている。アルバム『Ritam srca』は、オープニング曲「Hajde da」、シングル・カットされた「Da pričamo o ljubavi」とそのビデオ・クリップ、タイトル・トラックの「Ritam srca」、「Over the Rainbow」のカバー曲「Iznad duge」などによって人気を得た。その後2000年代まで再び活動を休止した。

### 2000年代: 部分的復帰
2002年、『Ritam srca』から7年間を経て、3枚目のアルバム『Ljuta sam』をリリースした。しかし、この作品は大きな人気を得ることはできなかった。ラジオでかけられた収録曲も「Krv, sreća, suze i znoj」と「Smejem se」のみであった。
ベビ・ドルは2003年のベオヴィジヤに楽曲「Tvrdoglava」で参加、2005年にはバヤガ・イ・インストルクトリ（Bajaga i Instruktori）のアルバム『Šou počinje u ponoć』に収録された楽曲「Bademi i so」と「Pesma slobode」（ボブ・マーリーの「Redemption Song」のカバー曲）で客演した。
2006年12月、ベビ・ドルはセルビア語で『Čovek rado izvan sebe živi』、英語で『It's a man's man's man's world』と題されたカバー・アルバムを発売した。収録曲からは、「Help!」、「Papa's Got a Brand New Bag」、「Moon River」、「Lush Life」などのカバー曲がラジオで流された。
2008年、ベオグラードで行われるユーロビジョン・ソング・コンテスト2008の司会選出に名乗りを上げたが、早期に落選している。

## ディスコグラフィー

### スタジオ・アルバム
- Ruže i krv（1983年）
- Ritam srca（1995年）
- Ljuta sam（2002年）
- Čovek rado izvan sebe živi / It's a man's man's man's world（2006年）

### ライブ・アルバム
- Vece u pozorištu（2007年）

### コンピレーション
- Pokloni se - Najveći hitovi（2008年）

### シングル
- Mustafa / Na planeti uzdaha（1981年）
- Rudi（1983年）
- Inšalah / Ruža na dlanu（1986年） - 雑誌"Džuboks"特別7" シングル: A面は「Inšalah」、B面はザナ（Zana）の楽曲「Ruža na dlanu」
- Prove To All / How Good Not To Love（1986年）
- Brazil（1990) single